# Góis
Góis – miejscowość w Portugalii, leżąca w dystrykcie Coimbra, w regionie Centrum w podregionie Pinhal Interior Norte. Miejscowość jest siedzibą gminy o tej samej nazwie. 

## Demografia
| Liczba ludności gminy Góis (1801–2011) | Liczba ludności gminy Góis (1801–2011) | Liczba ludności gminy Góis (1801–2011) | Liczba ludności gminy Góis (1801–2011) | Liczba ludności gminy Góis (1801–2011) | Liczba ludności gminy Góis (1801–2011) | Liczba ludności gminy Góis (1801–2011) | Liczba ludności gminy Góis (1801–2011) | Liczba ludności gminy Góis (1801–2011) | Liczba ludności gminy Góis (1801–2011) |
| -------------------------------------- | -------------------------------------- | -------------------------------------- | -------------------------------------- | -------------------------------------- | -------------------------------------- | -------------------------------------- | -------------------------------------- | -------------------------------------- | -------------------------------------- |
| 1801                                   | 1849                                   | 1900                                   | 1930                                   | 1960                                   | 1981                                   | 1991                                   | 2001                                   | 2004                                   | 2011                                   |
| 5 231                                  | 6 332                                  | 11 891                                 | 12 230                                 | 9 744                                  | 6 434                                  | 5 372                                  | 4 861                                  | 4 606                                  | 4 260                                  |

## Sołectwa
Sołectwa gminy Góis (ludność wg stanu na 2011 r.):
- Alvares – 812 osób
- Cadafaz – 190 osób
- Colmeal – 158 osób
- Góis – 2171 osób
- Vila Nova do Ceira – 929 osób

## Miasta partnerskie
- São Paulo, Brazylia